# Kujō Michinori
Kujō Michinori (九条 道教?   1315 - 1349) fue un kugyō (cortesano japonés de alta categoría) que vivió a finales de la era Kamakura y comienzos de la era Nanbokucho. Fue miembro de la familia Kujō (derivada del clan Fujiwara) e hijo de Kujō Moronori y adoptado por Kujō Fusazane.
Ingresó a la corte imperial con el rango shōgoi inferior y chambelán en 1323, ascendido al rango jushii inferior y shōshii inferior en 1324 y luego al rango jusanmi en 1325. En 1326 fue designado vicegobernador de la provincia de Iyo y en 1327 fue nombrado gonchūnagon. Hacia el 1328 fue ascendido a gondainagon y subió al rango shōsanmi, en 1330 al rango junii y en 1331 subió al rango shōnii, no obstante fue degradado al rango junii en 1333, pero repuesto al rango shōnii en 1334.
Entre 1337 y 1339 fue nombrado udaijin y en 1338 fue asignado tutor del príncipe imperial. Posteriormente, entre 1339 y 1342 fue ascendido a sadaijin. En 1342 fue nombrado kanpaku (regente) del Emperador Kōmyō, aunque por unos meses. También en ese mismo año fue nombrado líder del clan Fujiwara y ascendido al rango juichii.
En 1346 abandonó la vida como cortesano y se convirtió en monje budista (shukke), hasta su muerte. Tuvo como hijo a Kujō Tsunenori.